# El ayudante
El ayudante es una película argentina dirigida por Mario David que se estrenó el 25 de marzo de 1971 y que tuvo como protagonistas a Pepe Soriano, Hugo Astar, Enrique Fava, Lydia Lamaison, Carlos Olivieri, Silvana Roth y José Slavin.
Fue la última película de Silvana Roth antes de retirarse del cine para dedicarse a la política.

## Sinopsis
La película, basada en el cuento El sordomudo de Bernardo Kordon, gira alrededor de la situación que se produce en una empresa de transporte cuando el capataz le asigna a uno de sus empleados un ayudante sordomudo, con quien establece una cálida amistad, en la cual irrumpe un personaje siniestro.

## Críticas
En la crónica del diario La Nación se comentó: "Esta tranquila amistad es descripta con un lenguaje cinematográfico de jerarquía, hecho de silencios, matices y miradas. Hay en el filme un intimismo que no desdeña el toque neorrealista... la película llega, se apodera de la atención del espectador, (en un) trabajo de aguda captación psicológica." Para el diario La Razón, el cuento de Kordon cobra vigor expresivo en las imágenes y verosimilitud en sus personajes y conforma un atrapante clima poético y un lúcido testimonio realista.

## Reparto
- Pepe Soriano
- Hugo Astar
- Enrique Fava
- Lydia Lamaison
- Carlos Olivieri
- Silvana Roth
- José Slavin
- María Esther Corán
- Carlos Veltri
- Oscar Soldati
- Enrique Baigol
- Néstor Hourcade
- Martín Ubeda
- Mario Luciani
- Hugo Astar
- Enrique Whener
- Thelma Stefani